# Hubert Tropper
Hubert Tropper (Hamburg, 19 augustus 1912 – Hoffnungsthal (in Much), 7 september 1966) was een Duits componist, dirigent, muziekpedagoog en musicus.

## Levensloop
Tropper studeerde aan het Krüss-Färber-conservatorium te Hamburg. Aansluitend werd hij lid van een militaire kapel bij de Duitse Reichswehr. Vanaf 1937 studeerde hij verder aan de Hochschule für Musik in Berlijn en slot dit studium als kapelmeester af. In 1940 werd hij tot Musikmeister en in 1943 tot Obermusikmeister bevordert. Na de Tweede Wereldoorlog en krijgsgevangenschap begon hij  als orkest-muzikant bij het orkest van de Hamburgische Staatsoper. Hij was ook docent aan de Akademie für musikalische Jugendbildung in Trossingen, Baden-Württemberg. Sinds 1949 was hij lid van het Rundfunk Sinfonieorchester des Westdeutschen Rundfunks in Keulen. 
Als componist schreef hij werken voor harmonieorkest.

## Composities

### Werken voor harmonieorkest
- 1963 Lippizaner Trab
- 1964 Festmusik Nr. 2
- 1964 Romantische Suite
- 1965 Geistliches Lied
- 1965 Hymnus
- 1965 Legende
- 1965 Lyrisches Bläserspiel
- 1965 Salutation
- 1966 Intrade

- Gemeinsame Normdatei: 134891988
- Virtual International Authority File: 79839363
- WorldCat: E39PBJgX9WkbDFGhGtVB9RFHYP